# Mr. Lisa’s Opus
«Mr. Lisa’s Opus» (с англ. — «Опус Лизы») — восьмая серия двадцать девятого сезона мультсериала «Симпсоны». Впервые вышла 3 декабря 2017 года в США на телеканале «Fox».

## Сюжет
Семь лет назад Лиза будит Мардж и Гомера: Лиза видит рассвет и вскрикивает слова, касающиеся природы. Гомер восхищается её разумом, оскорбляя Барта, который бьёт Гомера карандашом в ногу.
В настоящее время Лиза пишет эссе для поступления в Гарвардский университет. Она начинает размышлять о своём прошлом…
Эссе начинается с 7-го дня рождения Лизы. Тогда Симпсоны и мисс Майлз, её тогдашняя учительница, забывают о дне рождения девочки. Когда в школе она плачет, мисс Майлз тоже отправляет её к директору Скиннеру. Гомер приходит за дочерью и, наконец, вспоминает, что у неё день рождения. Вернувшись домой, они узнают, что Нед не забыл, и подарил ей велосипед. Семья отмечает день рождения Лизы «тортом», который представляет собой миску с молоком и хлопьями со свечами. Однако, взрослая Лиза возмущается вспоминая, что и в следующем году все опять забыли о её дне рождении…
Далее Лиза пишет о том, как чуть не распалась брак её родителей, когда ей исполнилось 14 лет. На этот раз никто ничего не забыл. Когда Лиза возвратилась домой со школы, она решает положить несколько своих подарков в шкаф Мардж. Однако, Лиза обнаруживает письмо в наполненном чемодане Мардж. В письме Мардж пишет Гомеру на будущее, что уйдёт от него, забрав с собой детей и открыв мотель… Также в чемодане обнаруживается планшет с Арти Зиффом, издевающимся над Гомером. Однако, к счастью Лизы, Мардж ещё не ушла.
За ужином Мардж злится на Гомера за то, что тот пьёт перед детьми, и говорит ему пойти в таверну Мо, чтобы выпить. Мардж идёт на кухню, чтобы поплакать, за чем наблюдает Лиза, готова действовать. Лиза приходит в таверну Мо, чтобы предупредить отца, что Мардж собирается бросить его. Девочка заставляет Гомера пообещать, что он перестанет пить. Он звонит своему куратору, Неду, чтобы помочь ему остановиться. Гомер добился успеха, и брак был сохранён.
Лиза отправляет своё эссе в Гарвард. Хотя члены комиссии отмечают, что эссе — очень банальное, они всё-таки причисляют её благодаря успешности и внеклассной деятельности. Гарвардский университет отправляет Лизе дрон с решением о её зачислении.
Она едет в Гарвард и обустраивает свою комнату, но не очень счастлива в первый день своей «новой жизни». Во время прогулки кампусом Барт подбадривает сестру говоря, что она имеет лучшие перспективы для своего будущего и призывает сделать так, чтобы их родители гордились. Позже Симпсоны уезжают, оставив Лизу одну. Девушка возвращается в свою комнату, где встречает свою новую соседку Валери, которая подавлена тем, что она не является достаточно хорошей в своей жизни. Лиза утешает её, и они обе считают, что имеют много общего. Валери делает новую жизнь Лизы в колледже лучше и они становятся лучшими подругами (или больше, чем друзьями)…
Далее показана нарезка сцен из жизни Лизы, после чего повторяется первая сцена годовалой Лизы, которая восклицает «Солнце». Гомер восхищается ею как лучшим, что он сделал в жизни.
В финальной сцене Гомер, Лиза и Мардж поют новую версию песни «Those Were the Days» (с англ. — «Вот это были дни»), и в дом входит Норман Лир и говорит, что засудит их.

## Производство
На фестивале «San Diego Comic-Con International» в июле 2017 года было объявлено, что в серии могли показать, как Лиза состоит в браке с женщиной. Однако, этот сюжет был отменён.

## Культурные отсылки и интересные факты
- На момент выхода эпизода сценарист и продюсер Норман Лир в возрасте 95 лет стал самой старой приглашенной звездой «Симпсонов».

## Отзывы
Во время премьеры на канале «Fox» серию просмотрели 4,28 млн человек с рейтингом 1.7, что сделало его самым популярным шоу на канале «Fox» в ту ночь.
Деннис Перкинс из «The A.V. Club» дал эпизоду оценку C, сказав, что «сценарий Джина заставляет нас гоняться за этими разновозрастными Лизами на протяжении многих лет без какой-либо реальной цели или эффекта. Есть несколько приятных моментов, которые выделяются своей резкой человечностью, а также своим эмоциональным воздействием».
Тони Сокол из «Den of Geek» дал эпизоду четыре с половиной из пяти звёзд, отметив, что «эпизод представляет собой эпическую пародию на комедийный фильм; похожую на „Barthood“ [9 серию 27 сезона], но более смешную в каждой строке…». Сокол также похвалил сценариста Эла Джина за его «блестящую подрывную деятельность» и Дэна Кастелланету за озвучивание Гомера «во всей красе, как система быстрой доставки смеха».
Согласно голосованию на сайте The NoHomers Club большинство фанатов оценили серию на 5/5 со средней оценкой 3.75/5.